# Xã Perch Lake, Quận Carlton, Minnesota
Xã Perch Lake (tiếng Anh: Perch Lake Township) là một xã thuộc quận Carlton, tiểu bang Minnesota, Hoa Kỳ. Năm 2010, dân số của xã này là 1.046 người.